# Gottlieb Unger
Gottlieb Unger (* 20. März 1899 in Wandorf, Ungarn; † 14. Juli 1949 in Wien) war ein österreichischer Politiker (SPÖ) und Volksschullehrer. Unger war von 1946 bis 1949 Abgeordneter zum Burgenländischen Landtag.

## Leben
Unger war Sohn des Kleinbauern Gottlieb Unger aus Wandorf und besuchte die Volksschule und die Lehrerbildungsanstalt in Sopron. Nach seiner Matura 1918 unterrichtete er in Harkau und ab 1922 in Kalkgruben. Unger war ab 1945 Volksschullehrer in Loipersbach und hatte zwischen 1946 und 1949 das Amt des Schulleiters inne.
Unger war bereits von 1937 bis 1938 Bürgermeister in Kalkgruben und war ab 1945 in der SPÖ aktiv. Er vertrat die SPÖ zwischen dem 4. Jänner 1946 und seinem Tod im Burgenländischen Landtag. Unger war zudem Mitbegründer des Sozialistischen Lehrervereins Österreichs.
Unger war verheiratet.
Unger starb in seinem Amt und wurde in Loipersbach im Burgenland begraben.